# Petter Pohlmann

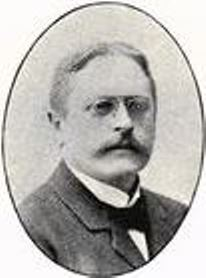
Petter Andreas Selim Hjortdahl Pohlmann

Petter Andreas Selim Hjortdahl Pohlmann, född 2 oktober 1862 i Skien, död 24 mars 1918 i Söderhamn, var en norsk-svensk läkare. 
Pohlmann blev student vid Uppsala universitet 1881, medicine kandidat 1890 och medicine licentiat 1896. Han var praktiserande läkare i Ullånger, Västernorrlands län, 1896–98; läkare vid sjukstugan i Nederkalix landskommun, Norrbottens län, 1898–1904, andre stadsläkare i Söderhamn 1904–11 och förste stadsläkare där från 1911. Han var även skolläkare vid Söderhamns realskola från 1906.